# Ceraphron hercules
Ceraphron hercules är en stekelart som beskrevs av Alan Parkhurst Dodd 1914. Ceraphron hercules ingår i släktet Ceraphron och familjen pysslingsteklar. Inga underarter finns listade i Catalogue of Life.